# 소학언해

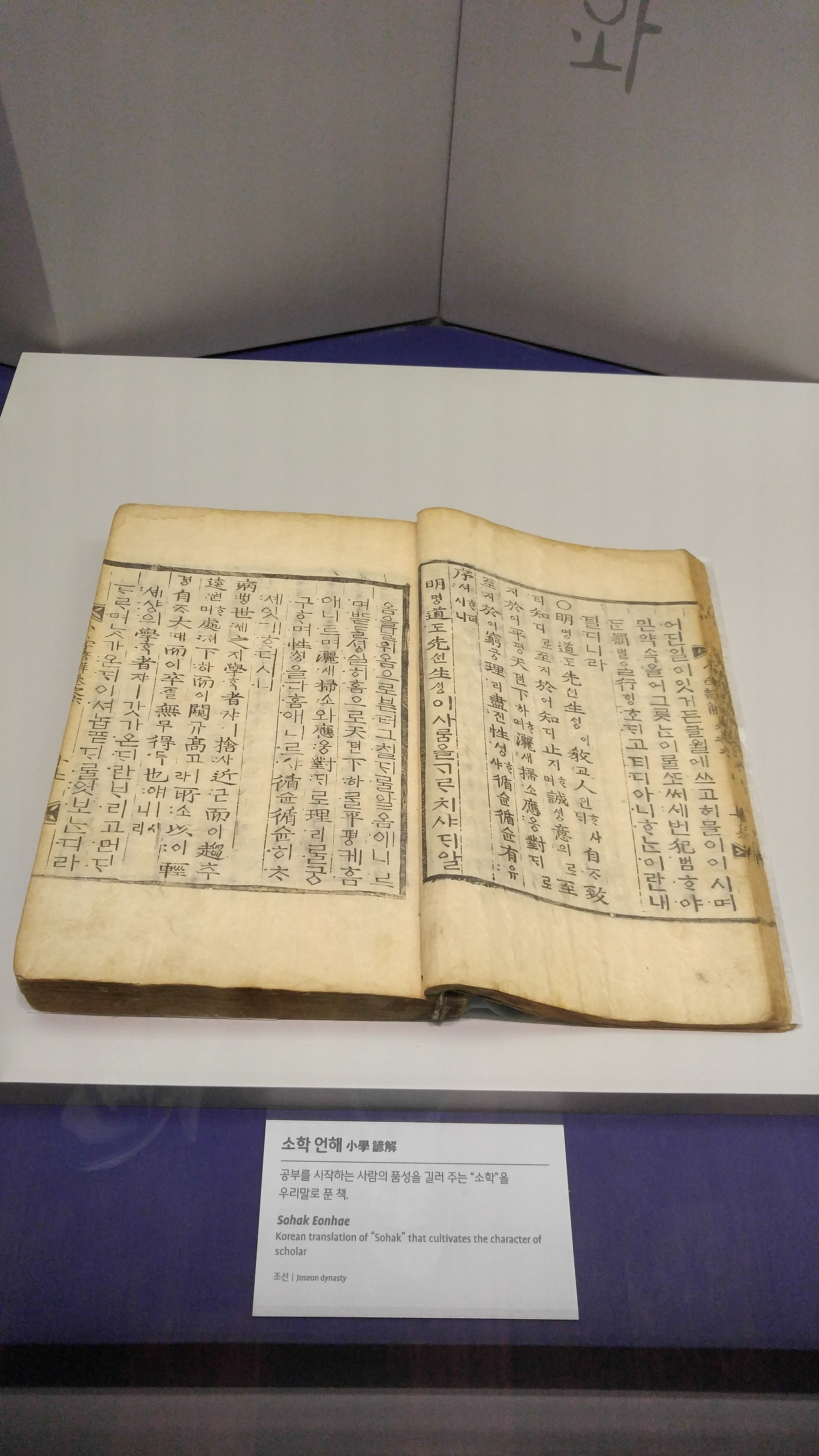
국립한글박물관에 전시된 소학언해

소학언해(小學諺解)는 중국의 주자가 지은 《소학》(小學)을 조선 선조 20년인 1587년에 정구 등 학자들이 한국어로 언해한 책이다. 15세기에 제작된 훈민정음 이후 변화된, 16세기 말 한국어의 모습을 잘 보여준다.